# Gabriel de Mortillet

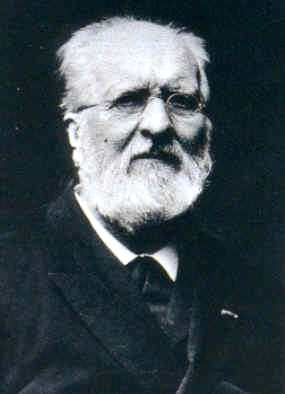
Gabriel de Mortillet

Gabriel Louis Laurent Marie de Mortillet (ur. 29 sierpnia 1821 w Meylan, Francja  – zm. 25 września 1898) – antropolog, archeolog i muzeolog, od 1876 profesor antropologii prehistorycznej.
Do 1848 studiował geologię i inżynierię, potem uciekł przed represjami politycznymi do Szwajcarii i Włoch, gdzie współpracował ze szwajcarskim geologiem Eduoardem Desorem. Pracował w redakcjach kilku czasopism, a po powrocie do Paryża w 1864 r. założył swoje własne, poświęcone prahistorii.
W 1876 r. Mortillet został profesorem antropologii prehistorycznej w École d'Anthropologie.
Był kontynuatorem prac Edouarda Larteta oraz wyznawcą poglądów ewolucjonistycznych. Jednak w przeciwieństwie do poprzednika, uważał, że periodyzacja epoki kamienia powinna opierać się na kryteriach kulturowych. Stworzył podział chronologiczny opierając się na charakterystycznych dla tej epoki artefaktach, które traktował jak skamieniałości w geologii. W roku 1897 wydał książkę pt. "Formation de la nation française", w której zawarta terminologia i podstawy periodyzacji pozostawały w użyciu przez wiele lat.